# Futbol'nyj Klub Tambov 2019-2020
Questa voce raccoglie le informazioni riguardanti il Futbol'nyj Klub Tambov nelle competizioni ufficiali della stagione 2019-2020.

## Stagione
Alla prima stagione in Prem'er-Liga la squadra si piazzò al 14º posto, a pari punti con Achmat Groznyj e Kryl'ja Sovetov Samara, quest'ultima retrocessa causa della classifica avulsa; la squadra evitò gli spareggi retrocessione perché gli stessi furono annullati a causa della Pandemia di COVID-19, che protrasse la stagione fino ad estate inoltrata.

## Rosa
| N. |                       | Ruolo | Calciatore           |
| -- | --------------------- | ----- | -------------------- |
| 2  | Russia (bandiera)     | D     | Aleksej Rybin        |
| 3  | Russia (bandiera)     | D     | Guram Tetrašvili     |
| 5  | Russia (bandiera)     | D     | Evgenij Šljakov      |
| 7  | Portogallo (bandiera) | A     | Miguel Cardoso       |
| 8  | Russia (bandiera)     | C     | Anton Kilin          |
| 9  | Russia (bandiera)     | A     | Chasan Mamtov        |
| 10 | Russia (bandiera)     | A     | Išchan Gelojan       |
| 11 | Russia (bandiera)     | A     | Artëm Fedčuk         |
| 13 | Russia (bandiera)     | A     | Vladimir Obuchov     |
| 15 | Ucraina (bandiera)    | D     | Oleksandr Filin      |
| 17 | Russia (bandiera)     | C     | Chetag Chosonov      |
| 19 | Russia (bandiera)     | A     | Georgi Melkadze      |
| 22 | Russia (bandiera)     | D     | Igor' Jurganov       |
| 25 | Russia (bandiera)     | C     | Pavel Karasëv        |
| 27 | Russia (bandiera)     | D     | Aleksej Gricaenko    |
| 29 | Ucraina (bandiera)    | D     | Oleksandr Kaplijenko |
| 30 | Russia (bandiera)     | D     | Soslan Takazov       |

| N. |                           | Ruolo | Calciatore               |
| -- | ------------------------- | ----- | ------------------------ |
| 58 | Russia (bandiera)         | D     | Ade                      |
| 70 | Ghana (bandiera)          | C     | Sulley Muniru            |
| 73 | Russia (bandiera)         | P     | Nikita Čagrov            |
| 77 | Russia (bandiera)         | C     | Michail Kostjukov        |
| 88 | Russia (bandiera)         | P     | Giorgi Šelia (capitano)  |
| 92 | Moldavia (bandiera)       | C     | Valeriu Ciupercă         |
| 94 | Russia (bandiera)         | A     | Evgenij Ragul'kin        |
|    | Russia (bandiera)         | C     | Vladislav Kulik          |
|    | Russia (bandiera)         | C     | Danil Klenkin            |
|    | Russia (bandiera)         | A     | Ivan Markelov            |
|    | Russia (bandiera)         | A     | Khyzyr Appaev            |
|    | Costa d'Avorio (bandiera) | D     | Cédric Gogoua            |
|    | Russia (bandiera)         | D     | Maksim Osipenko          |
|    | Russia (bandiera)         | A     | Oleg Chernyshov          |
|    | Costa d'Avorio (bandiera) | C     | Olabiran Blessing Muyiwa |
|    | Russia (bandiera)         | C     | Vladimir Kabakhidze      |
|    | Nigeria (bandiera)        | C     | Usman Mohammed           |

## Risultati

### Campionato
| San Pietroburgo 14 luglio 2019, ore 19:00 1ª giornata | Zenit San Pietroburgo | 2 – 1 referto | Tambov | Stadio San Pietroburgo (46 231 spett.) |

| Mosca 21 luglio 2019, ore 16:30 2ª giornata | Lokomotiv Mosca | 2 – 1 referto | Tambov | RŽD Arena (10 187 spett.) |

| Saransk 27 luglio 2019, ore 16:30 3ª giornata | Tambov | 2 – 0 referto | Spartak Mosca | Mordovia Arena (23 238 spett.) |

| Saransk 4 agosto 2019, ore 16:30 4ª giornata | Tambov | 0 – 1 referto | Arsenal Tula | Mordovia Arena (4 332 spett.) |

| Orenburg 10 agosto 2019, ore 14:00 5ª giornata | Orenburg | 2 – 2 referto | Tambov | Stadio Gazovik (4 076 spett.) |

| Saransk 17 agosto 2019, ore 16:30 6ª giornata | Tambov | 0 – 2 referto | Krasnodar | Mordovia Arena (7 115 spett.) |

| Saransk 24 agosto 2019, ore 14:00 7ª giornata | Tambov | 0 – 2 referto | Dinamo Mosca | Mordovia Arena (4 816 spett.) |

| Groznyj 31 agosto 2019, ore 19:00 8ª giornata | Achmat Groznyj | 1 – 1 referto | Tambov | Stadion imeni Achmat-Chadži Kadyrova (8 743 spett.) |

| Saransk 15 settembre 2019, ore 16:30 9ª giornata | Tambov | 0 – 2 referto | CSKA Mosca | Mordovia Arena (17 145 spett.) |

| Saransk 21 settembre 2019, ore 19:00 10ª giornata | Tambov | 2 – 1 referto | Rostov | Mordovia Arena (3 258 spett.) |

| Samara 28 settembre 2019, ore 14:00 11ª giornata | Kryl'ja Sovetov Samara | 2 – 0 referto | Tambov | Samara Arena (10 126 spett.) |

| Kazan' 5 ottobre 2019, ore 16:30 12ª giornata | Rubin | 2 – 1 referto | Tambov | Stadio Centrale (2 585 spett.) |

| Saransk 19 ottobre 2019, ore 14:00 13ª giornata | Tambov | 1 – 2 referto | Ural | Mordovia Arena (1 883 spett.) |

| Saransk 26 ottobre 2019, ore 14:00 14ª giornata | Tambov | 3 – 0 referto | Ufa | Mordovia Arena (1 751 spett.) |

| Soči 2 novembre 2019, ore 16:30 15ª giornata | Soči | 1 – 2 referto | Tambov | Stadio olimpico Fišt (6 138 spett.) |

| Rostov sul Don 9 novembre 2019, ore 16:30 16ª giornata | Rostov | 1 – 2 referto | Tambov | Rostov Arena (25 589 spett.) |

| Saransk 22 novembre 2019, ore 19:30 17ª giornata | Tambov | 2 – 3 referto | Lokomotiv Mosca | Mordovia Arena (4 038 spett.) |

| Krasnodar 2 dicembre 2019, ore 19:30 18ª giornata | Krasnodar | 0 – 0 referto | Tambov | Stadio FK Krasnodar (15 439 spett.) |

| Saransk 7 dicembre 2019, ore 14:00 19ª giornata | Tambov | 3 – 0 referto | Orenburg | Mordovia Arena (835 spett.) |

| Nižnij Novgorod 1º marzo 2020, ore 14:00 20ª giornata | Tambov | 0 – 0 referto | Rubin | Stadio Nižnij Novgorod (3 858 spett.) |

| Mosca 7 marzo 2020, ore 16:30 21ª giornata | Dinamo Mosca | 1 – 0 referto | Tambov | Otkrytie Arena (10 143 spett.) |

| Nižnij Novgorod 16 marzo 2020, ore 19:30 22ª giornata | Tambov | 3 – 0 referto | Kryl'ja Sovetov Samara | Stadio Nižnij Novgorod (2 702 spett.) |

| Ufa 21 giugno 2020, ore 15:00 23ª giornata | Ufa | 2 – 1 referto | Tambov | Stadio Neftjanik (1 380 spett.) |

| Ekaterinburg 28 giugno 2020, ore 16:30 24ª giornata | Ural | 2 – 1 referto | Tambov | Stadio Centrale (3 471 spett.) |

| Nižnij Novgorod 1º luglio 2020, ore 17:30 25ª giornata | Tambov | 1 – 2 referto | Zenit San Pietroburgo | Stadio Nižnij Novgorod |

| Mosca 4 luglio 2020, ore 18:30 26ª giornata | Spartak Mosca | 2 – 3 referto | Tambov | Otkrytie Arena (4 163 spett.) |

| Nižnij Novgorod 7 luglio 2020, ore 18:30 27ª giornata | Tambov | 1 – 2 referto | Achmat Groznyj | Stadio Nižnij Novgorod |

| Tula 11 luglio 2020, ore 16:00 28ª giornata | Arsenal Tula | 2 – 1 referto | Tambov | Stadio Arsenal (1 712 spett.) |

| Nižnij Novgorod 16 luglio 2020, ore 20:30 29ª giornata | Tambov | 3 – 0 referto | Soči | Stadio Nižnij Novgorod |

| Mosca 22 luglio 2020, ore 19:00 30ª giornata | CSKA Mosca | 2 – 0 referto | Tambov | Arena CSKA (2 899 spett.) |

### Coppa di Russia
| Tomsk 25 settembre 2019, ore 15:00 | Tom' Tomsk | 4 – 0 referto | Tambov | Trud Stadium (2 400 spett.) |